# Ch (Straßenbahn)
Ch (russisch Х) ist die Bezeichnung eines von der Mytischtschinski Maschinostroitelny Sawod (Maschinenfabrik Mytischtschi) und Ust-Katawer Kirow-Waggonbaufabrik (Sowjetunion) gebauten zweiachsigen Straßenbahn-Triebwagentyps. Der kyrillische Buchstabe Х  bedeutet Charkower Typ (russisch Харьковский тип) nach der Stadt, dessen Verkehrsbetrieb die erste Serie dieser Wagen bestellt hatte.
Die Ch-Typ-Straßenbahnfahrzeuge fuhren in Moskau, Leningrad, Gorki, Kiew, Minsk und vielen anderen sowjetischen Städten von 1928 bis 1972. Gewöhnlich fuhren die Triebwagen zusammen mit einem zweiachsigen M-Beiwagen (russisch М für Московский тип, Moskauer Typ).